# Kevin Aje
Kevin Joseph Aje (* 25. April 1934 in Amper; † 27. Mai 2019 in Sokoto) war ein nigerianischer Geistlicher und römisch-katholischer Bischof von Sokoto.

## Leben
Der Bischof von Jos, John J. Reddington SMA, spendete ihm am 12. Juni 1966 die Priesterweihe.
Papst Johannes Paul II. ernannte ihn am 15. Oktober 1982 zum Koadjutorbischof von Sokoto. Der Papst persönlich spendete ihm am 6. Januar des folgenden Jahres die Bischofsweihe; Mitkonsekratoren waren Duraisamy Simon Lourdusamy, Sekretär der Kongregation für die Evangelisierung der Völker, und Eduardo Martínez Somalo, Substitut des Staatssekretariates.
Mit dem Rücktritt Michael James Dempseys OP am 3. Dezember 1984 folgte er diesem als Bischof von Sokoto nach. Am 10. Juni 2011 nahm Benedikt XVI. sein altersbedingtes Rücktrittsgesuch an.